# Cestroideae
Cestroideae es una subfamilia perteneciente a la familia de las solanáceas (Solanaceae). Comprende los siguientes géneros y tribus.

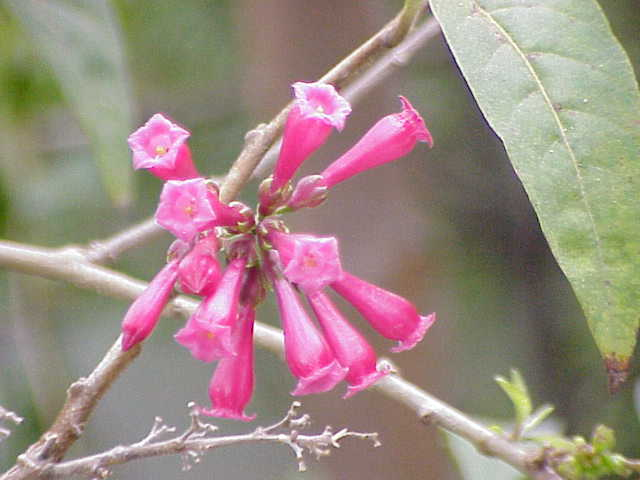
Cestrum elegans, una cestróidea utilizada como ornamental

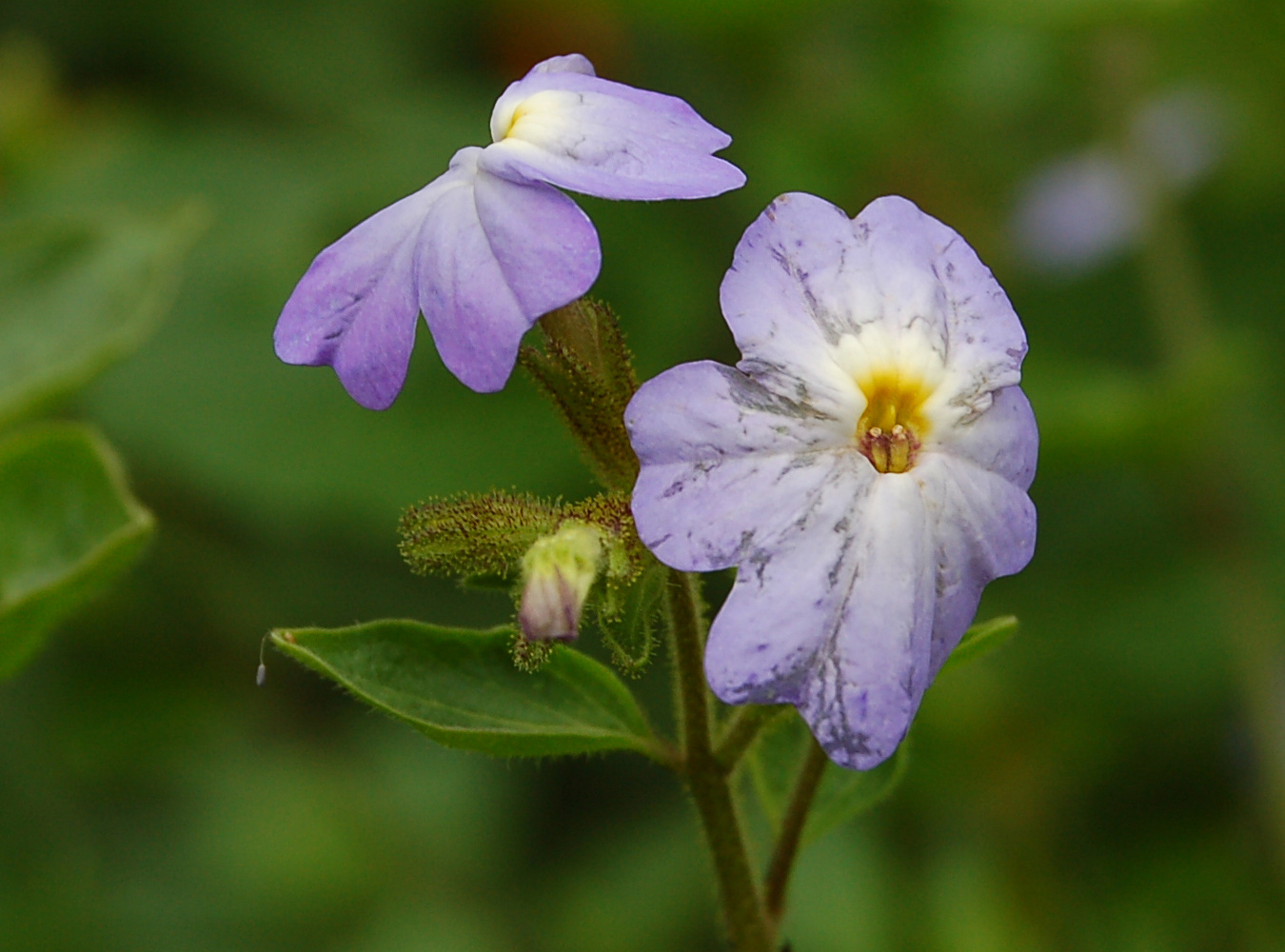
Browallia americana

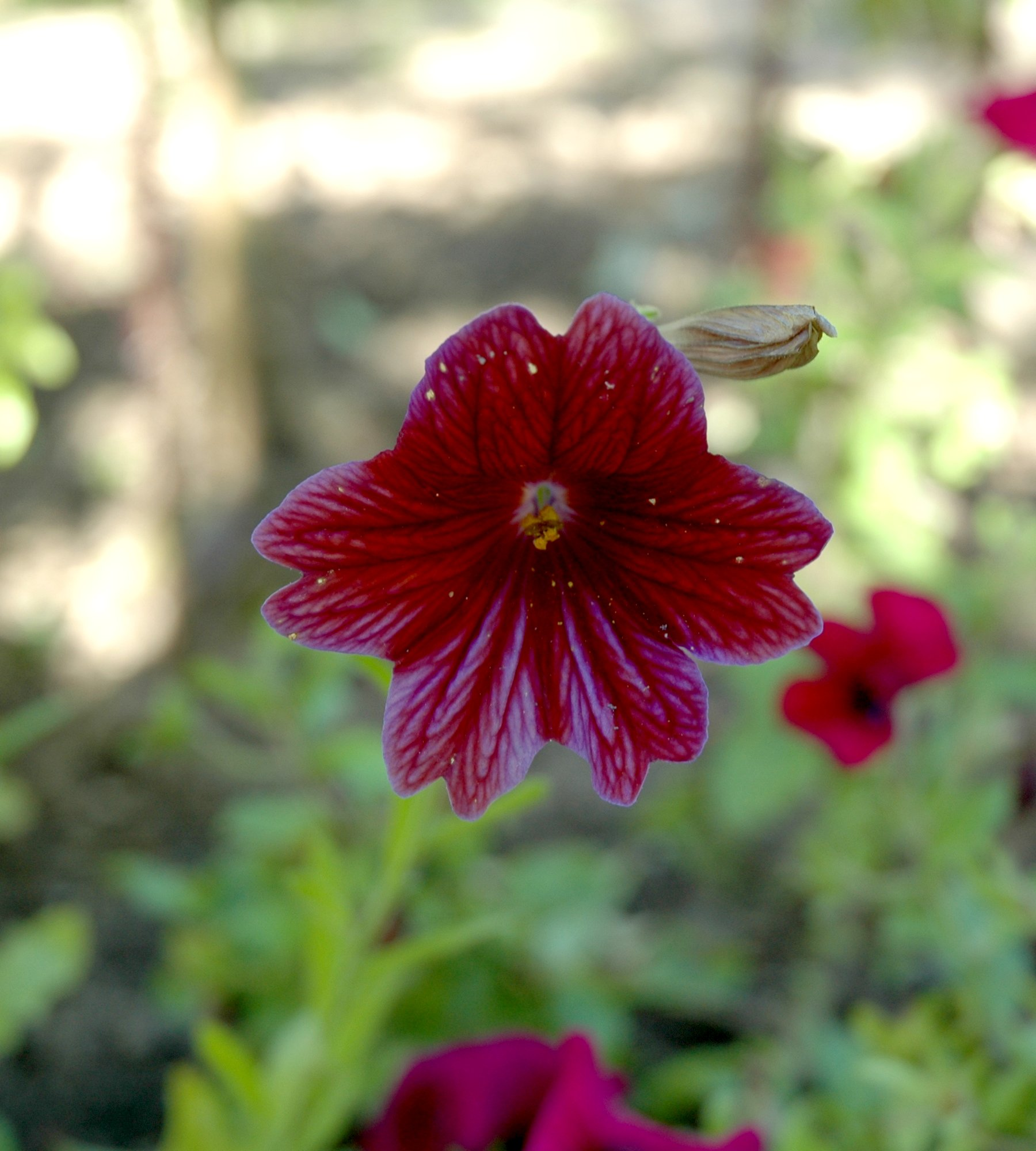
Flor de Salpiglossis sinuata, Jardín Botánico de Jenna, Alemania

 Es una subfamilia caracterizada por la presencia de fibras pericíclicas, androceo con 4 o 5 estambres, frecuentemente didínamos. Los números cromosómicos básicos son muy variables, desde x=7 hasta x=13. La subfamilia comprende 8 géneros (divididos en 3 tribus) y aproximadamente 195 especies distribuidas en América. El género Cestrum es el más importante con respecto al número de especies ya que incluye 175 de las 195 especies de la subfamilia. La tribu Cestreae tiene la particularidad de incluir taxones con cromosomas largos (de 7,21 a 11,51 µm de longitud), cuando el resto de la familia, en general, posee cromosomas cortos (como por ejemplo 1,5 a 3,52 µm de longitud en Nicotianoideae).

- Tribu Benthamielleae[2]
  - Benthamiella Speg.
  - Combera Sandwith
  - Pantacantha Speg.
- Tribu Browallieae Hunz. (1995) 
  - Browallia L. (1754), género con 6 especies distribuidas en los neotrópicos hasta Arizona en Estados Unidos.
  - Streptosolen Miers (1850), género monotípico nativo de Los Andes.
- Tribu Cestreae Don (1838).  Comprende 3 géneros de plantas leñosas, generalmente arbustivas. 
  - Cestrum L. (1753). Comprende unas 175 especies distribuidas en los neotrópicos.
  - Sessea Ruiz et Pav. (1794). Género con 16 especies de Los Andes.
  - Vestia Willd. (1809), género monotípico de Chile.
- Tribu Salpiglossideae (Benth.) Hunz. Esta tribu incluye 2 géneros y 6 especies endémicas de Argentina y Chile.  
  - Reyesia Gay (1840), comprende 4 especies, distribuidas en Argentina y Chile.
  - Salpiglossis Ruiz et Pav. (1794), con dos especies originarias de Sudamérica austral.